# Jånni Balle
Jånni Balle är en sång skriven av Magnus Uggla och Anders ”Henkan” Henriksson, och ursprungligen inspelad av Magnus Uggla 1993 på albumet Alla får påsar. Singeln nådde som högst en 25:e-plats på den svenska singellistan, och sången blev även 59:e mest framgångsrika melodi på Trackslistan under 1993.

## Listplaceringar
| Lista (1993) | Topplacering |
| ------------ | ------------ |
| Sverige      | 25           |

### Fotnoter
1. ↑  ”Alla får påsar”. Svensk mediedatabas. 6 mars 1993. http://smdb.kb.se/catalog/id/001504071. Läst 14 januari 2014.
2. ↑  ”Tracks hits 1993 - Artister topp 100”. Sveriges Radio. 6 mars 1993. http://sverigesradio.se/sida/artikel.aspx?programid=2696&artikel=4451281. Läst 14 januari 2014.
3. ↑  Listplacering, läst 14 januari 2014